# Hipermocarstwo

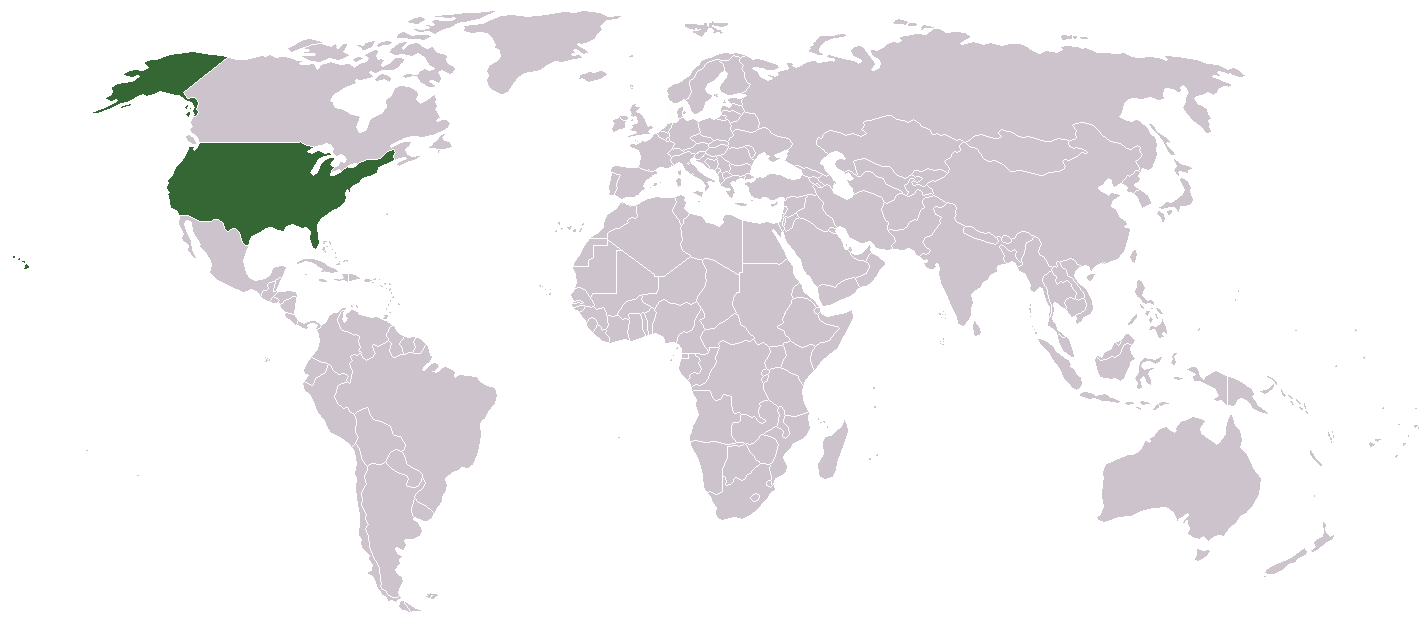
Stany Zjednoczone – współczesne hipermocarstwo

Hipermocarstwo – określenie wyjątkowej wśród supermocarstw pozycji Stanów Zjednoczonych. Przed USA hipermocarstwami były Hiszpania (w unii z Portugalią w latach 1580-1640) i imperium brytyjskie.
Choć pojęcie w pracach mniej znanych autorów pojawiało się już wcześniej, za jego twórcę uchodzi francuski historyk i polityk Hubert Védrine (1998). Według niego, hipermocarstwo to supermocarstwo, które utraciło rywali, a zatem nie jest w swoich poczynaniach niczym skrępowane.